# Alewtina Sergejewna Oljunina
Alewtina Sergejewna Oljunina (russisch Алевтина Сергеевна Олюнина; * 15. August 1942 in Ptscholkino, Oblast Kostroma) ist eine ehemalige russische Skilangläuferin, die in den 1970er Jahren für die Sowjetunion startete.

## Werdegang
Oljunina trat international erstmals bei den Olympischen Winterspielen 1968 in Grenoble in Erscheinung. Dort belegte sie den 20. Platz über 5 km und den 11. Rang über 10 km. Im März 1968 wurde sie bei den Lahti Ski Games Dritte mit der Staffel. Im folgenden Jahr errang sie bei den Lahti Ski Games den vierten Platz über 10 km und den dritten Rang mit der Staffel. Bei den Nordischen Skiweltmeisterschaften 1970 in Vysoké Tatry holte sie über 10 km und mit der Staffel jeweils die Goldmedaille und bei der Winter-Universiade 1970 in Rovaniemi jeweils die Silbermedaille über 10 km und mit der Staffel. Im Jahr 1971 siegte sie bei den Svenska Skidspelen mit der Staffel und belegte im 10-km-Lauf den zweiten Platz. Bei den Olympischen Winterspielen 1972 in Sapporo wurde sie mit der sowjetischen Staffel Olympiasiegerin und gewann über 10 km die Silbermedaille. Außerdem kam sie über 5 km auf den vierten Platz. In Lycksele siegte er bei den Svenska Skidspelen 1972 über 10 km. Ihren letzten internationalen Erfolg hatte sie im Jahr 1973 mit einem Sieg bei den Svenska Skidspelen mit der Staffel und Platz zwei mit der Staffel bei den Lahti Ski Games.
Oljunina siegte bei sowjetischen Meisterschaften zweimal über 5 km (1968, 1972) und siebenmal mit der Staffel (1967, 1969–1974).

## Erfolge
- Olympische Winterspiele 1972 in Sapporo: Gold mit der Staffel, Silber über 10 km
- Nordische Skiweltmeisterschaften 1970 in Vysoké Tatry: Gold über 10 km, Gold mit der Staffel